# Joachim Hruschka
Joachim Hruschka (* 10. Dezember 1935 in Breslau; † 10. Dezember 2017 in Erlangen) war ein deutscher Rechtswissenschaftler.
Joachim Hruschka wurde 1964 an der Ludwig-Maximilians-Universität München promoviert mit der Arbeit „Die Konstitution des Rechtsfalles – Studien zum Verhältnis von Tatsachenfeststellung und Rechtsanwendung“. 1970 habilitierte er sich ebenda mit der Schrift „Das Verstehen von Rechtstexten – Zur hermeneutischen Transpositivität des positiven Rechts“. Ab 1971 war er Privatdozent für Strafrecht und Strafprozeßrecht, Rechtsphilosophie an der Universität Hamburg und wurde dort 1972 ordentlicher Professor. Von 1982 bis 2004 war Hruschka Inhaber des Lehrstuhls für Strafrecht, Strafprozessrecht und Rechtsphilosophie an der Friedrich-Alexander-Universität Erlangen-Nürnberg. Er wurde insbesondere durch seine Abhandlungen zur Rechtsphilosophie, wie auch zur Ethik- und Moralphilosophie, bekannt. Hruschka war im Strafrecht ein bekannter Vertreter der sog. Lehre von den negativen Tatbestandsmerkmalen. Von Gründung bis 2017 war er, mit Ausnahme des Jahres 2005, Mitherausgeber des „Jahrbuch für Recht und Ethik“ im Verlag Duncker & Humblot.

## Schriften (Auswahl)
- Die Person als ein Zweck an sich selbst – Zur Grundlegung von Recht und Ethik bei August Friedrich Müller (1733) und Immanuel Kant (1785). In: JuristenZeitung, 45. Jahrg., Nr. 1 (12. Januar 1990), S. 1–15.
- Strafrecht nach logisch-analytischer Methode. Systematisch entwickelte Fälle mit Lösungen zum Allgemeinen Teil, De Gruyter, 1. Aufl. 1983; 2. Aufl. 1988 (Digitalisat mit beschränktem Zugang via De Gruyter)
- Das deontologische Sechseck bei Gottfried Achenwall im Jahre 1767
- Das Verstehen von Rechtstexten: zur hermeneutischen Transpositivität des positiven Rechts zur hermeneutischen Transpositivität des positiven Rechts. München: Beck (1972)
- Wieso ist eigentlich die „eingeschränkte Schuldtheorie“ „eingeschränkt“? Abschied von einem Meinungsstreit, in: Festschrift für Claus Roxin zum 70. Geburtstag am 15. Mai 2001, De Gruyter, 1. Aufl. 2001, S. 441–456 (Digitalisat des Volltextes mit beschränktem Zugang via De Gruyter) – Es handelt sich um eine leicht verständliche Abhandlung zum bekannten und recht verwickelten Meinungsstreit über den Erlaubnistatbestandsirrtum.
- Kant und der Rechtsstaat – und andere Essays zu Kants Rechtslehre und Ethik, 2015, Verlag Karl Alber, ISBN 978-3-495-48723-5.
- Jahrbuch für Recht und Ethik / Annual Review of Law and Ethics (Mitherausgeber)